# Зайцевка (Ростовская область)
Зайцевка — хутор в Красносулинском районе Ростовской области.
Входит в состав Садковского сельского поселения.

## География
Расположен в 55 км от города Красный Сулин, на левом берегу реки Кундрючьей.

## Население
| 2010 |
| ---- |
| 613  |

### Известные люди
- Александр Миронович Галатов — Герой Советского Союза.

## Достопримечательности
Зайцевка — ближайший естественный скальный массив к Ростову-на-Дону. Скалы, расположенные около хутора Зайцевка, были открыты в середине 1970-х годов. Таганрогские альпинисты впервые очистили часть скал и сделали их пригодными для безопасного лазания. С тех пор эти скалы стали популярным местом среди альпинистов.